# In My Defense
In My Defense (englisch für „zu meiner Verteidigung“) ist das zweite Studioalbum der australischen Rapperin Iggy Azalea. Es erschien am 19. Juli 2019 über die Labels Bad Dreams und Empire Distribution.

## Produktion
Das Album wurde zum Großteil von dem US-amerikanischen Musikproduzenten J. White Did It, der auch als Executive Producer fungierte, produziert. Er schuf die Musik zu zehn der zwölf Songs. Das Lied Comme des Garçons wurde von Rico Beats produziert, während die Musik zu Big Bag von Go Grizzly und Smash David stammt.

## Covergestaltung
Das Albumcover zeigt Iggy Azalea, die erschossen vor einem Auto liegt. Im oberen Teil des Bildes befindet sich der Titel In My Defense in Rot vor blauem Hintergrund.

## Gastbeiträge
Auf vier Liedern des Albums sind neben Iggy Azalea weitere Musiker vertreten. So ist der Rapper Lil Yachty auf Hoemita zu hören, während die Rapperin Kash Doll beim Song Fuck It Up einen Gastauftritt hat. Auf Freak of the Week wird Iggy Azalea von dem Rapper Juicy J unterstützt und Big Bag ist eine Zusammenarbeitet mit der Rapperin Stini.

## Titelliste
| #  | Titel             | Gastbeiträge | Produzenten             | Länge |
| -- | ----------------- | ------------ | ----------------------- | ----- |
| 1  | Thanks I Get      |              | J. White Did It         | 2:34  |
| 2  | Clap Back         |              | J. White Did It         | 3:28  |
| 3  | Sally Walker      |              | J. White Did It         | 2:59  |
| 4  | Hoemita           | Lil Yachty   | J. White Did It         | 3:03  |
| 5  | Started           |              | J. White Did It         | 3:06  |
| 6  | Spend It          |              | J. White Did It         | 3:12  |
| 7  | Fuck It Up        | Kash Doll    | J. White Did It         | 2:51  |
| 8  | Big Bag           | Stini        | Go Grizzly, Smash David | 2:49  |
| 9  | Comme des Garçons |              | Rico Beats              | 3:39  |
| 10 | Freak of the Week | Juicy J      | J. White Did It         | 3:12  |
| 11 | Just Wanna        |              | J. White Did It         | 2:47  |
| 12 | Pussy Pop         |              | J. White Did It         | 1:53  |

## Chartplatzierungen und Singles
In My Defense stieg am 3. August 2019 für eine Woche auf Platz 50 in die US-amerikanischen Albumcharts ein.
Am 15. März 2019 wurde Sally Walker als erste Single des Albums veröffentlicht und erreichte Platz 62 der US-amerikanischen Charts. Die zweite Auskopplung Started erschien am 3. Mai und platzierte sich auf Rang 76 in den britischen Charts. Am Erscheinungstag des Albums wurde auch der Song Fuck It Up ausgekoppelt.

## Rezeption
| Professionelle Bewertungen | Professionelle Bewertungen |
| -------------------------- | -------------------------- |
| Kritiken                   |                            |
| Quelle                     | Bewertung                  |
| laut.de                    | [ 3 ]                      |

Philipp Kause von laut.de bewertete In My Defense mit nur einem von möglichen fünf Punkten. Das Album wirke auf musikalischer Ebene „kühl, reduziert, klinisch und düster“ und liefere „belanglose Trap-Standards um Kondome, Handtaschen und Luxuskarren,“ wobei „kein mitreißender, anrührender, interessanter, überraschender oder positiver Moment“ überspringe. Lediglich die Single Started wird positiv hervorgehoben. Insgesamt sei das Album eher ein „nettes Mixtape für Nebenbei beim Geldzählen.“